# ویزلا
ویزلا یکی از شهرهای کشور پرتغال است.